# Ménier-Insel
Die Ménier-Insel ist eine hoch aufragende und schneebedeckte Insel vor der Danco-Küste des Grahamlands im Norden der Antarktischen Halbinsel. Sie liegt 6 km nordöstlich des Kap Renard in der Einfahrt zur Flandernbucht.
Sie ist die größte einer Gruppe kleiner Inseln, die der französische Polarforscher Jean-Baptiste Charcot bei seiner ersten Antarktisexpedition (1903–1905) als Îles Ménier benannte. Nach einer wechselvollen Geschichte, in der auf Landkarten auch wahlweise die gesamte Gruppe oder die hier beschriebene Insel als Guyou-Inseln, Guyou-Inseln und Ménier-Gruppe betitelt wurden, entschied das UK Antarctic Place-Names Committee 1953, Charcots Erstbenennung auf diese Insel zu beschränken. Der Namensgeber ist nicht überliefert.